# Naruto (municipiu)

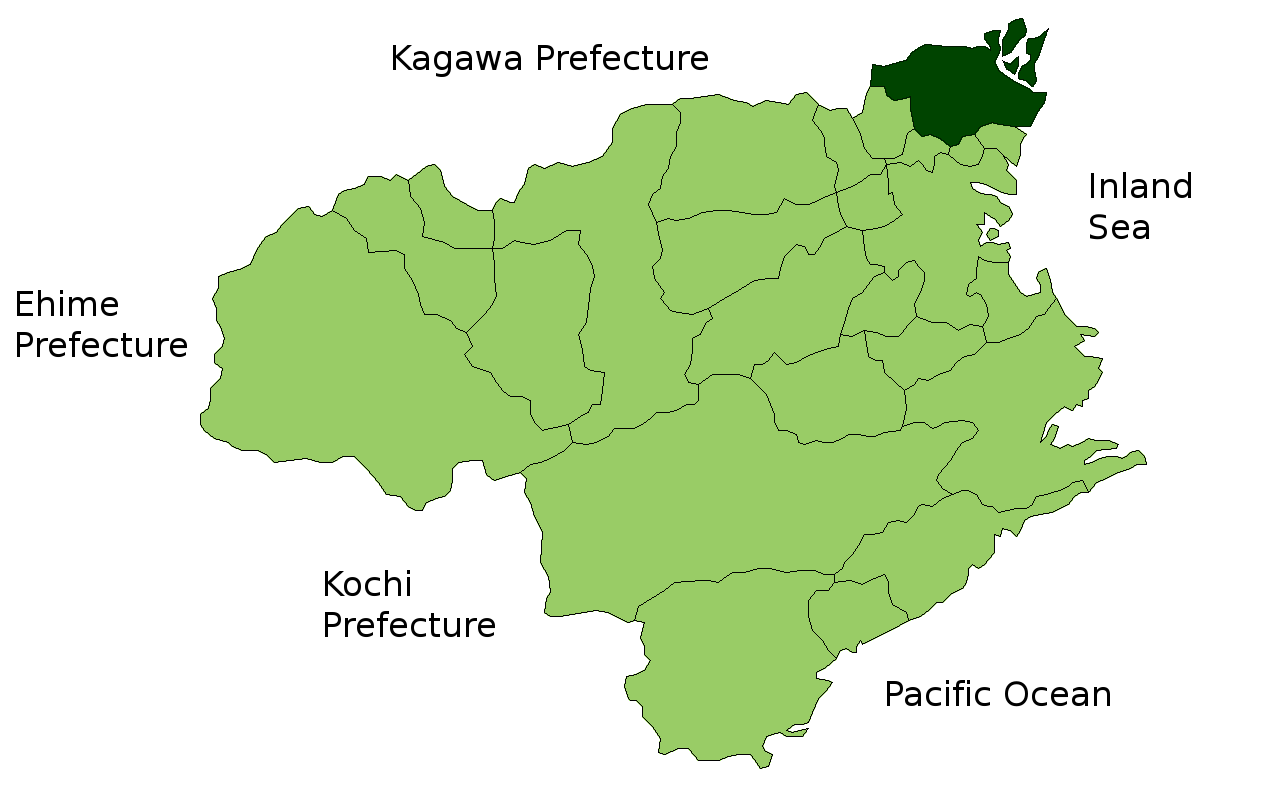

Naruto (鳴門市 Naruto-shi?) este un municipiu din Japonia, prefectura Tokushima.